# مطار كاوهافا
مطار كاوهافا (بالفنلندية: Kauhavan lentokenttä)‏ (إياتا: KAU، إيكاو: EFKA) هو مطار يقع في كاوهافا، فنلندا، على بعد حوالي 3 كيلومتر (2 ميل) شمال وسط مدينة كاوهافا.
كان المطار مطارًا عسكريًا حتى نهاية عام 2014، تملكه وتديره شركة فينافيا. يتمركز الجناح الجوي التدريبي للقوات الجوية الفنلندية في المطار. في مايو 2014، أعلنت شركة فينافيا أنها ستبيع عقارات المطار إلى (بالفنلندية: Kasvuyrittäjät Oy)‏.

## روابط خارجية
- AIP Finland - مطار كاوهافا
- حالة الطقس في مطار كاوهافا.
- تاريخ الحوادث لـ (KAU) على شبكة سلامة الطيران.